# Happy End (2017)
Happy End ist eine französisch-deutsch-österreichische Koproduktion aus dem Jahr 2017. Die Premiere des unter der Regie von Michael Haneke entstandenen Spielfilms erfolgte am 22. Mai 2017 im Rahmen der 70. Internationalen Filmfestspiele von Cannes, wo der Film in den Wettbewerb um die Goldene Palme eingeladen wurde. In Deutschland erfolgte die Premiere am Filmfest München am 25. Juni 2017. Der Kinostart erfolgte in Österreich am 6. Oktober 2017 und in Deutschland am 12. Oktober 2017. Die Erstausstrahlung auf Arte fand am 20. Mai 2020 statt.

## Handlung
Der Film zeigt chronologisch über einige Monate hinweg die Geschicke der großbürgerlichen französischen Familie Laurent, wobei eine Anzahl verschiedener Handlungsstränge miteinander verwoben sind.
- Georges Laurent ist das greise Familienoberhaupt, das an beginnender Demenz leidet. Ehemaliger Chef der familiären Baufirma, zog er sich vor Jahren daraus zurück, um seine kranke Ehefrau zu pflegen, deren jahrelanges Leiden er dadurch beendete, dass er sie erstickte. Nunmehr ist er selbst lebensmüde und begeht wiederholt erfolglose Selbstmordversuche. Er lebt mit dem Rest der Familie auf dem familiären Anwesen in Calais, wo die nordafrikanischstämmigen Rachid und Jamila als Hauspersonal angestellt sind.
- Seine Tochter Anne Laurent führt die Baufirma, die nach einem schweren Baustellenunfall, bei dem ein Arbeiter getötet wurde, in Schwierigkeiten steckt. Sie ist die dominante Mutter ihres einzigen Sohnes Pierre, der, durch einen Sprachfehler zusätzlich gehemmt, die Erwartungen seiner Mutter an einen künftigen Firmenchef enttäuscht. Als Pierre die Familie des getöteten Arbeiters aufsucht, wird er von dessen Sohn verprügelt, was Anne dazu nutzt, den Hinterbliebenen eine außergerichtliche Einigung aufzudrängen. Sie verkauft die Firma an ein Konsortium, das von dem britischen Geschäftsmann Lawrence Bradshaw vertreten wird, ihrem Liebhaber, mit dem sie sich bald darauf verlobt. Pierre lehnt sich immer stärker gegen seine Mutter und die Moralität seiner Familie auf, zieht aus der Familienvilla aus und bringt, als Höhepunkt, zur Verlobungsfeier seiner Mutter eine Gruppe von afrikanischen Flüchtlingen aus dem Dschungel von Calais mit.
- Georges’ Sohn Thomas Laurent hat sich schon früh aus der Firma verabschiedet und ist als Arzt nach Südfrankreich gezogen. Er hat seine erste Ehepartnerin, mit der er die Tochter Eve hatte, nach einigen Jahren verlassen und ist zurück in die Heimat gezogen. Dort hat er mittlerweile mit seiner aktuellen Frau Anaïs ein Baby, beginnt jedoch ein neues Verhältnis mit einer Musikerin. Thomas’ erste Frau ist über die Jahre depressiv geworden. Die bei ihr lebende 13-jährige Eve, die ihre egozentrische Mutter nicht mag, verschuldet, dass sie an einer Medikamentenüberdosis stirbt, was allerdings allgemein als Selbstmord aufgefasst wird. Thomas holt nun Eve zu seiner Familie nach Calais, mit der Eve fremdelt. Eve kommt schnell hinter das neuerliche Doppelleben ihres Vaters. Nach einem eigenen Selbstmordversuch fasst sie ein gewisses Vertrauen zu ihrem ihr vorher unbekannten Opa Georges.

Der Film endet damit, dass der im Rollstuhl sitzende Georges sich von Eve am Rande der Verlobungsfeier über eine Fährrampe ans Meer schieben lässt. Eve filmt mit dem Handy, wie er die Bremse löst und ins Wasser rollt. Bevor er das tiefere Wasser erreicht, eilt seine Familie zu Hilfe.

## Synchronisation
Die deutsche Synchronisation übernahm die TaunusFilm Synchron GmbH. Das Dialogbuch schrieb Heike Kospach, die auch Dialogregie führte.
| Rolle           | Darsteller             | Synchronsprecher     |
| --------------- | ---------------------- | -------------------- |
| Anne Laurent    | Isabelle Huppert       | Christin Marquitan   |
| Georges Laurent | Jean-Louis Trintignant | Hans-Michael Rehberg |
| Thomas Laurent  | Mathieu Kassovitz      | Asad Schwarz         |
| Eve Laurent     | Fantine Harduin        | Léa Mariage          |
| Pierre Laurent  | Franz Rogowski         | Franz Rogowski       |
| Anaïs Laurent   | Laura Verlinden        | Anita Hopt           |

## Produktion und Hintergrund
Nach dem Erfolg seines vorangegangenen Films Liebe hatte Haneke ursprünglich einen Film über eine übergewichtige Frau in Amerika drehen wollen. Die Dreharbeiten in den USA wären aber zu teuer gewesen und er fand weder dort noch in Frankreich oder Deutschland eine geeignete Schauspielerin. An Happy End habe Haneke die erneute Zusammenarbeit mit Liebe-Darsteller Jean-Louis Trintignant gereizt. In einem im September 2016 geführten Interview gab er kurz Auskunft über die Rahmenhandlung: „Er [der Film] spielt in Calais, in einem bürgerlichen Milieu, und die Schicksale der Menschen sind von Migranten und Asyl-Suchenden betroffen – so wie wir alle betroffen sind. Bis das Ganze dann eskaliert.“ Ein Jahr zuvor, im September 2015, hatte Haneke mit 3000 weiteren europäischen Filmschaffenden die Online-Petition „For a Thousand Lives: Be Human.“ unterstützt, die die Asylpolitik der Europäischen Union kritisierte.
Die Dreharbeiten fanden im Sommer 2016 statt, gedreht wurde unter anderem in Calais und London. Unterstützt wurde der Film vom Österreichischen Filminstitut, dem Filmfonds Wien, der Filmförderungsanstalt, Eurimages und CNC, beteiligt waren der Österreichische, der Bayerische und der Westdeutsche Rundfunk, Canal+, France 3, Arte, Cine+ und ARTE France Cinema. Produziert wurde der Film von Les Films du Losange, Koproduzenten waren X Filme und Wega Film. Für den Ton zeichnete Guillaume Sciama verantwortlich, für das Kostümbild Catherine Leterrier und für das Szenenbild Olivier Radot.
Für Isabelle Huppert war dies nach Die Klavierspielerin (2001), Wolfzeit (2003) und Liebe (2012) die vierte Zusammenarbeit mit Regisseur Michael Haneke. In einem im August 2016 gegebenen Interview kurz nach Ende der Dreharbeiten nannte sie Happy End einen Ensemblefilm und verglich Hanekes neueste Regiearbeit mit seinem Film Code: unbekannt (2000). Happy End enthalte eine Vielzahl an Figuren, so Huppert. „Er [Haneke] nennt es ein Standbild. Es ist ein Porträt einer Familie und alles, was es beinhaltet. Es ist ein sehr rascher Blick auf eine Familie. Es gibt keine Psychologie. Es ist sehr sachlich. Einfach die Fakten.“
Die deutsche Gambistin Hille Perl ist in einer Nebenrolle zu sehen.
Der Film wurde 2019 im Rahmen der Edition österreichischer Film von Hoanzl und dem Standard auf DVD veröffentlicht.

## Auszeichnungen und Nominierungen
Mit Happy End konkurrierte Haneke zum siebten Mal im Wettbewerb des Filmfestivals von Cannes um die Goldene Palme, die er bereits 2009 für Das weiße Band – Eine deutsche Kindergeschichte und 2012 für Liebe erhalten hatte. Es war insgesamt der achte Film, den er in Cannes vorstellte.
Der Film wurde beim Sydney Film Festival in den Hauptwettbewerb eingeladen, wo er ab 10. Juni 2017 gezeigt wurde. Von der FAMA wurde die Produktion als österreichischer Kandidat für den besten fremdsprachigen Film bei der Oscarverleihung 2018 nominiert. Bei der Verleihung des Europäischen Filmpreises 2017 folgten zwei Darsteller-Nominierungen für Isabelle Huppert und Jean-Louis Trintignant. Im Rahmen der Romyverleihung 2018 wurde der Film in der Kategorie Beste Bildgestaltung Kino-Film ausgezeichnet und in der Kategorie Bester Produzent Kinofilm nominiert.

## Rezeption
Der Kurier schrieb, dass der Film nicht die emotionale Wucht von Amour erziele, sondern den Zuseher in etwas leidenschaftsloser Zwiespältigkeit zurücklasse. Haneke zersplittere sein Familienalbum in kleine, erzählerische Fragmente und setze sie dann abrupt wieder zusammen. Er beziehe sich dabei auf den eigenen Werkkatalog, eine Art Best of Haneke, mit Anspielungen und Eigenzitaten, die aber nicht weitergetrieben würden. Ähnlich urteilte auch Stefan Grissemann im Nachrichtenmagazin Profil, der den Film als Pastiche aus „bestens abgehangenen Haneke-Sujets“ bezeichnete: „Amoral im Umgang mit Unterhaltungselektronik und Kommunikationstechnologie (‚Benny’s Video‘, ‚Cache‘), Todessehnsucht (‚Der siebente Kontinent‘), Sadomasochismus (‚Die Klavierspielerin‘), Sterbehilfe (‚Amour‘) und die täglichen Unzulänglichkeiten einer multiethnischen Gesellschaft (‚Code inconnu‘)“.
Thomas Assheuer in der Zeit kam jedoch zu einem völlig anderen Fazit: „Wie Displaced Persons wirken seine [= Hanekes] Figuren, blind und heimatlos, denn ihr Lebensmodell steckt tief in der Krise. Auf diesen Negativismus haben Kritiker nach der Premiere in Cannes ziemlich gereizt reagiert und Haneke vorgeworfen, er wiederhole sich. Das ist richtig und doch falsch. Tatsächlich zeigt ein vertrautes Haneke-Motiv erst heute seine diagnostische Kraft, nämlich die Behauptung, dass die Zivilisation nicht nur zivilisiert, sondern ihre Insassen mit Selbstverhärtung und Verdrängung bestraft, während alles Weiche und Zarte in die Kunst auswandert, wo es bleibt und nicht mehr zurückkommt. Aus dieser Verdrängung entsteht in Happy End das Unbehagen in der Kultur, ihre kolossale Gleichgültigkeit gegenüber jenen, die aus den ehemaligen Kolonialgebieten nach Europa kommen, falls sie es schaffen und nicht im Meer ertrinken.“
Die Kleine Zeitung befand, dass die wahre Entdeckung Fantine Harduin als 13-jährige Eve Laurent sei: „Wenn diese Eve weint, schnürt sich einem das Herz zu.“